# John Holles (1er comte de Clare)
John Holles, 1er comte de Clare (mai 1564 - 4 octobre 1637) est un noble anglais.

## Biographie
Il est le fils de Denzil Holles d'Irby upon Humber et d'Eleanor Sheffield (fille d'Edmund Sheffield, 1er baron Sheffield de Butterwick). Son arrière-grand-père est William Hollyes, Lord-maire de Londres. Il est né à Haughton Hall, dans le Nottinghamshire et fait ses études au Christ's College de Cambridge à partir de 1579, à l'âge de 12 ans, après quoi il étudie le droit à Gray's Inn à partir de 1583. Il est à la Cour jusqu'en 1599.
Holles épouse Anne Stanhope (fille de Thomas Stanhope) le 23 mai 1591 à Shelford, Nottinghamshire. Grâce à son mariage avec Anne, il hérite de Thurland Hall à Nottingham, connu plus tard sous le nom de Clare Place. Le siège de la famille est à Haughton Hall dans la paroisse de Bothamsall, qui est démoli à la fin du XVIIIe siècle. Il est haut shérif du Nottinghamshire de 1591 à 1592.
Il est contrôleur de la maison du prince Henri jusqu'à la mort du prince le 6 novembre 1612.
Il est député du Nottinghamshire de 1604 à 1611 et de 1614 à 1616. Il est créé 1er baron Haughton le 9 juillet 1616 et 1er comte de Clare le 2 novembre 1624.
Il est décédé chez lui à Nottingham et est enterré dans l'église St. Mary's de Nottingham. Il a 6 fils et 4 filles.
- John Holles (2e comte de Clare) (1595-1666), épouse Elizabeth Vere. Député d'East Retford
- Denzil Holles (1er baron Holles) (1599-1680) député de Mitchell
- François (1604-1622)
- Eleanore Holles, épouse Oliver Fitzwilliam (1er comte de Tyrconnel) (en), devient comtesse de Tyrconnel, enterrée dans l'église St. Mary, Nottingham le 11 avril 1681
- Arabella Holles (1594-1631), épouse Thomas Wentworth, 1er comte de Strafford[2]